# Єрді Схаутен
Єрді Схаутен (нід. Jerdy Schouten, нар. 12 січня 1997, Геллевутслейс) — нідерландський футболіст, півзахисник клубу ПСВ Ейндговен і національної збірної Нідерландів.

## Клубна кар'єра
Народився 12 січня 1997 року в Геллевутслейсі. Вихованець футбольної школи клубу «АДО Ден Гаг». Дорослу футбольну кар'єру розпочав 2016 року в основній команді того ж клубу, в якій протягом сезону взяв участь у 2 матчах чемпіонату.
Сезон 2017/18 проводив у друголіговому «Телстарі», де вже був гравцем основного складу. Наступного сезону був стабільним гравцем «основи» вже на рівні елітного Ередивізі, граючи за роттердамський «Ексельсіор».
У липні 2019 року за 2,15 мільйона євро перейшов до італійської «Болоньї», де від початку сезону 2020/21 також отримав стабільне місце у стартовому складі. Загалом відіграв в Італії протягом чотирьох сезонів.
Влітку 2023 року повернувся на батьківщину, уклавши п'ятирічний контракт з клубом ПСВ Ейндговен, якому трансфер гравця обійшовся у 12 мільйонів євро.

## Виступи за збірну
Влітку 2022 року дебютував в офіційних матчах у складі національної збірної Нідерландів.
| Дата     | Місто   | Господарі | Результат | Гості      | Турнір                               | Голи | Примітки |
| -------- | ------- | --------- | --------- | ---------- | ------------------------------------ | ---- | -------- |
| 8-6-2022 | Кардіфф | Уельс     | 1 – 2     | Нідерланди | Ліга націй УЄФА 2022-2023 - 1-й етап | -    | 67'      |
| Усього   |         | Матчів    | 1         |            | Голів                                | 0    |          |

## Досягнення
ПСВ
- Чемпіон Нідерландів (2): 2023–24[2], 2024–25
- Володар Суперкубка Нідерландів (1): 2025

Особисті досягнення
- Команда місяця Ередивізі (2): лютий 2024[3], травень 2024[4]